# Callibaetis floridanus
Callibaetis floridanus is een haft uit de familie Baetidae. De wetenschappelijke naam van de soort is voor het eerst geldig gepubliceerd in 1900 door Banks.
De soort komt voor in het Nearctisch gebied en het Neotropisch gebied.